# Бо Бернем
Роберт Пікерінг «Бо» Бернем (англ. Robert Pickering "Bo" Burnham; нар.21 серпня 1990) — американський комік, музикант, актор та режисер. Почав свою кар'єру як ютюбер у березні 2006 року. 

## Життєпис
Бернем народився 21 серпня 1990 року в Гамільтоні, штат Массачусетс, наймолодший з трьох дітей власника будівельної компанії Скотта Бернема, та Патриції, медсестра госпісу. У 2008 році він закінчив Підготовчу школу Св. Іоанна в місті Данверс, штат Массачусетс, де він був у списку відмінників. Був прийнятий до Школи мистецтв Тіш при Нью-Йоркському університеті, але відклав навчання на рік, щоб продовжувати свою комедійну кар'єру.

## Фільмографія
| Рік  |    | Українська назва                      | Оригінальна назва               | Роль                    |
| ---- | -- | ------------------------------------- | ------------------------------- | ----------------------- |
| 2020 | ф  | Перспективна дівчина                  | Promising Young Woman           | Раян Купер              |
| 2017 | с  | Товариш детектив                      | Comrade Detective               | Серджіу (голос)         |
| 2017 | ф  | Розваги дорослих дівчат               | Rough Night або Rock That Body  | Тобі                    |
| 2017 | ф  | Кохання — хвороба                     | The Big Sick                    | Сі Джей                 |
| 2016 | мс | Ми звичайні ведмеді                   | We Bare Bears                   | Ендрю Банґс (озвучення) |
| 2015 | с  | Шоу Кролла                            | Kroll Show                      | Диз                     |
| 2015 | с  | Кей та Піл                            | Key and Peele                   | Лау                     |
| 2014 | с  | Парки та зони відпочинку              | Parks and Recreation            | Чіпп Маккап             |
| 2014 | кф | Бо Бернем: Слова, слова, слова        | Bo Burnham: Words, Words, Words | камео                   |
| 2014 | кф | Repeat Stuff                          | Repeat Stuff                    | Камео                   |
| 2013 | с  | Зак Стоун збирається стати популярним | Zach Stone Is Gonna Be Famous   | Зак Стоун               |
| 2012 | ф  | Тисяча гріхів                         | Adventures in the Sin Bin       | Тоні                    |
| 2011 | ф  | Безшлюбний тиждень                    | Hall Pass                       | Бармен                  |
| 2009 | ф  | Американська незайманка               | American Virgin                 | Руди                    |
| 2009 | ф  | Кумедні люди                          | Funny People                    | Yo Teach! Cast Member   |